# 1820年许昌地震
1820年许昌地震，是指发生在1820年8月4日（清嘉庆二十五年六月二十六日），中國河南许州（今许昌）的6级地震。《清宣宗实录》有记载当时的灾情。

## 记载
据《清宣宗实录》记载：城内尚轻，唯东北一带，其势较重，计被灾处所大小169村，内周家店等20余村房屋，全行震塌，被灾尤重，通计共震塌瓦房9140余间，草房16920余间。压毙男妇大小及受伤续毙者，共430余人，被灾受伤及刨出养伤者，共男妇593名。